# Бутаев, Казбек Саввич
Казбек Саввич Бутаев (осет. Бутаты Саввӕйы фырт Хъазыбег; 4 декабря 1893, с. Салугардан, Владикавказский округ, Терская область, Российская империя — 1937, Орджоникидзе, Северо-Осетинская АССР, РСФСР, СССР) — советский партийный и государственный деятель, экономист, нарком Горской АССР, профессор и директор Института красной профессуры.

## Биография
Казбек Саввич Бутаев родился 4 декабря 1893 года в селении Салугардан Северной Осетии в крестьянской семье. Учился в церковно-приходской школе.
В 1913 году с отличием окончил Владикавказское реальное училище, тогда же поступил в Электротехнический институт в Петрограде. В мае 1916 году был мобилизован на военную службу и как студент технического вуза направлен в Военно-инженерное училище. В августе 1917 года Казбек Саввич Бутаев окончил училище по сокращённому курсу и был направлен в электротехнический запасной батальон в Петрограде, где прослужил полтора месяца.
В 1920—1925 годах был назначен секретарём обкома РКП (б), наркомом Горской АССР. На 1-й Горской конференции РКП(б) в апреле 1921 года был избран в Горский комитет РКП(б), где работал заведующим агитационно-пропагандистским отделом. 23 августа 1921 года на 2-й Горской областной партийной конференции выступил с докладом на тему «Политическое и экономическое положение Горской республики», в котором дал глубокий и объективный анализ социально-экономической и политической жизни республики. Осенью 1921 года был освобожден от этой работы по состоянию здоровья. В 1925—1929 годах был слушателем Экономического института красной профессуры (ИКП). В 1929 году занял должность заместителя главного редактора газеты «Экономическая жизнь», позже — начальника сектора сводного планирования ВСНХ. В 1931—1934 годах назначен заместителем директора института экономики Коммунистической академии, профессор и директор Института красной профессуры, одновременно редактор журналов «Проблемы экономики» и «ИКП». В 1934—1936 годах был первым секретарем Северо-Осетинского обкома партии. В 1937 году — профессор и заместитель директора Всесоюзной плановой академии.
Казбек Саввич был членом ВКП(б) с 1918 года, делегатом партийных съездов, членом ВЦИК и ЦИК СССР.
В 1937 году Казбек Бутаев был арестован и приговорён к смертной казни. Посмертно реабилитирован в 1956 году.

## Вклад в науку
К. С. Бутаев сформулировал подход к проблемам товарного хозяйства: «Классический тип мелкого товарного производства характеризуется непосредственным единством средств производства и рабочей силы. Владелец рабочей силы — производитель в то же время является собственником средств производства и рабочей силы… Владение средствами производства на основе частной собственности сближает его с капиталистом. Наоборот, владение им же и рабочей силой сближает его с рабочим. Он — их единство. И в этом его двойственная природа. И в этой двойственной природе заложена возможность как капиталистической, так и некапиталистической эволюции мелкотоварного производства».
Бутаевым написана также крупная работа, посвященная основе теории капиталистической земельной ренты, в которой представляет глубокий анализ системы экономических отношений и проблемы ренты.
Ряд научных работ посвящены политике и экономике Северного Кавказа и анализу переходного хозяйства, индустриализации и коллективизации.

## Память
18 октября 1962 года его именем была названа улица во Владикавказе. В 2015 году школе № 24 города Владикавказа было присвоено имя Казбека Бутаева.